# SN 1975C
SN 1975C – supernowa odkryta 15 marca 1975 roku w galaktyce NGC 4246. W momencie odkrycia miała maksymalną jasność 18,00m.